# Hydrodessus pereirai
Hydrodessus pereirai är en skalbaggsart som först beskrevs av Guignot 1957.  Hydrodessus pereirai ingår i släktet Hydrodessus och familjen dykare. Inga underarter finns listade i Catalogue of Life.